# Le Refuge Genève
Le Refuge Genève, fondé le 31 mars 2015, est une structure de l'association suisse Dialogai, dont l'objectif est de venir en aide aux jeunes LGBTIQ de diverses manières,,.

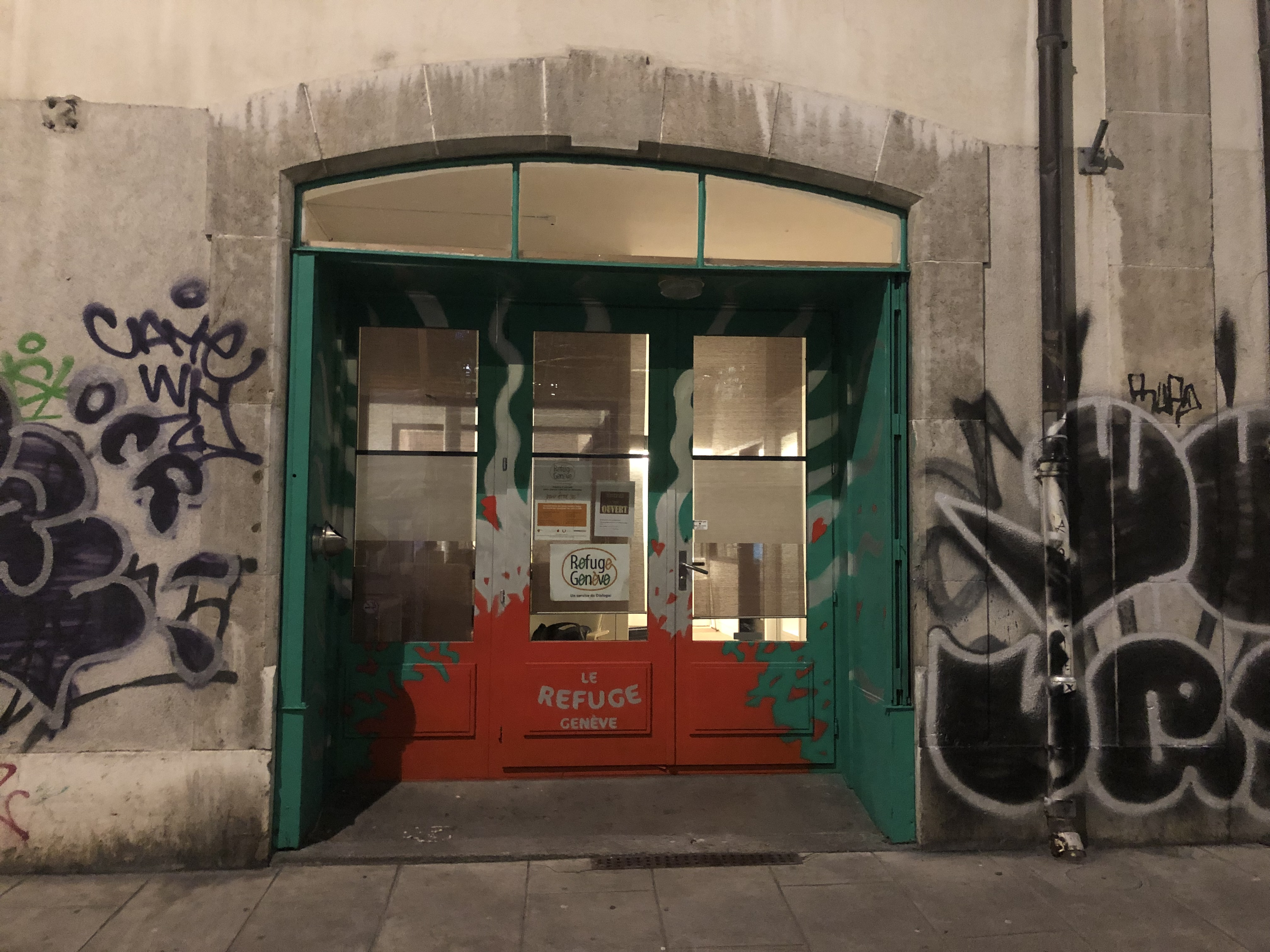
Entrée du Refuge (Genève), le 11 janvier 2019.

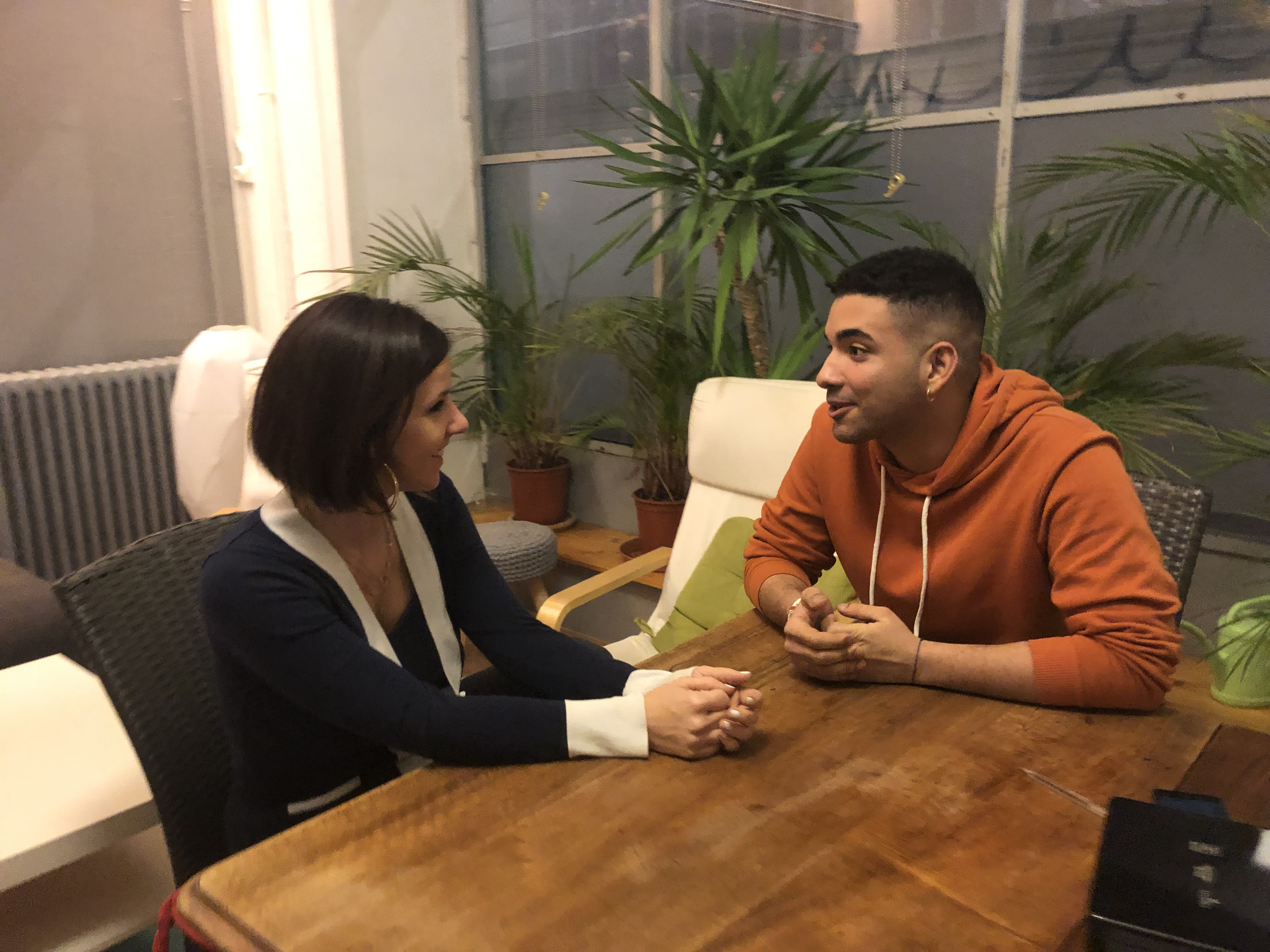
Intérieur du Refuge (Genève), le 11 janvier 2019.

## Historique
D'autres pays d'Europe ont mis ou mettent en place des refuges pour aider les jeunes LGBTIQ qui sont victimes d'homophobie, parfois même dans leur propre famille,. Un jeune LGBTIQ sur deux a déjà été victime d'homophobie, que ce soit une agression physique ou verbale. Une étude menée par Dialogai et l'Université de Zürich a démontré que le taux de suicide chez les LGBTIQ est plus élevé que celui des hétérosexuels.   
Lors de la création du Refuge Genève, il n'existait aucune structure de ce genre en Suisse. En France, à la même periode, on comptait 13 centres, tous coordonnés par le Refuge.
Le Refuge Genève s'est basé pour son fonctionnement sur les structures identiques en France.
En 2019 le réalisateur Robin Harsch suit le parcours au refuge de trois jeunes en transition dans  le film documentaire Sous la peau ,,,.

## Organisation
La coordinatrice depuis 2015 est Alexia Scappaticci,. La structure est dotée d'un budget de 250 000 francs suisses dont 48 % de fonds privés, 30 % de fonds publics, et une aide de Dialogai.

## Objectifs
Le Refuge Genève apporte différentes aides adaptées aux problèmes rencontrés par les jeunes LGBTIQ. Le Refuge Genève héberge des LBGTIQ de 18 à 25 ans qui se retrouvent sans logement à la suite d'une rupture avec leur milieu familial à cause de leur identité de genre ou de leur orientation sexuelle. Le Refuge s'occupe de ces réfugiés LGBTIQ. Le Refuge Genève aide les jeunes LGBTIQ qui ont des problèmes dans le cadre familial et scolaire, il prodigue aussi des conseils et des informations sur l'identité de genre et l'orientation sexuelle. Le Refuge Genève propose un service de médiation familiale entre un jeune LBTIQ et son milieu familial. Une aide est aussi offerte aux jeunes souffrant de dépression et ayant des envies suicidaires. Les jeunes LGBTIQ sont souvent victimes de rejet de leur famille pour des motifs d'ordre religieux, et selon Mathilde Captyn une médiation avec les autorités chrétiennes et musulmanes serait bénéfique pour trouver des solutions. 